# Л'Аквіла (провінція)
Прові́нція Л'А́квіла (Л'А́куіла) (італ. Provincia dell'Aquila) — провінція в Італії, у регіоні Абруццо.
Площа провінції — 5035 км², населення — 309 865 осіб.
Столицею провінції є місто Л'Аквіла.

## Географія

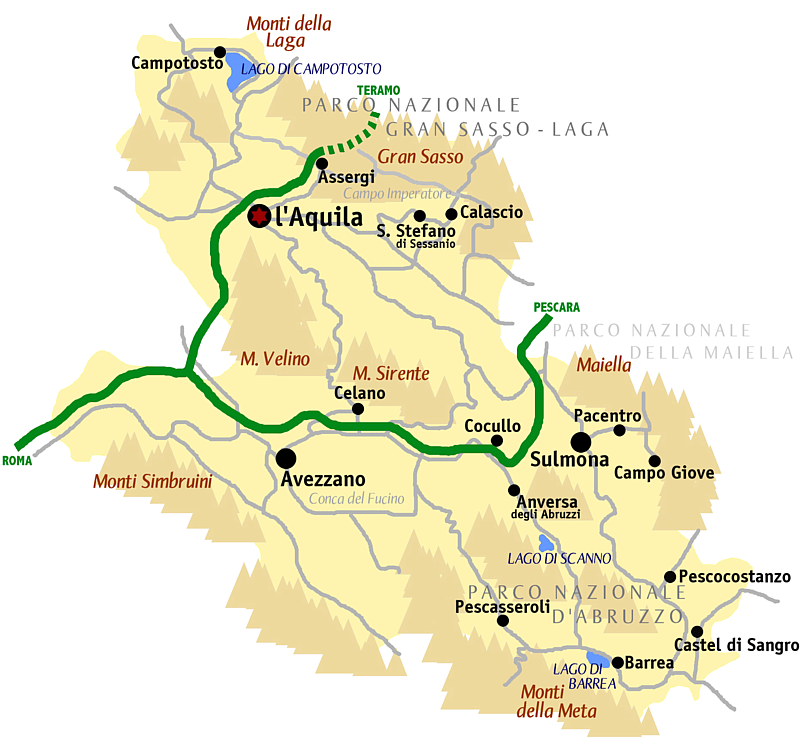
Мапа провінції.

Межує з провінціями Терамо на півночі, Пескара і К'єті на сході, областями Молізе (провінція Ізернія) на південному сході і Лаціо (провінції Фрозіноне, Рим і Рієті) на заході.
У склад провінції Л'Аквіла входить 108 муніципалітетів (комун).